# 箕崎准
箕崎 准（みさき じゅん、1982年 - ）は、日本のアニメ脚本家、シナリオライター、ディレクター、ゲームデザイナー、ライトノベル作家長年の神戸生活を経て、現在は東京都荻窪在住。血液型はB型。合同会社FIREWORKS社長。
ビジュアルアーツに属するゲームブランド、catwalkおよびocelotに所属していた。キネティックノベルの制作、ライトノベルの執筆のほか、ソフトさ〜くるクレージュ等のアダルトゲームのシナリオ、スクウェア・エニックスのソーシャルゲームのシナリオなど、幅広く活動している。
「一迅社文庫 New Generation Award」の最終審査委員や「キネティックノベル大賞」の一次・二次選考委員を担当し、「日本アニメーター・演出協会」の準会員でもある。
著作の『 ハンドレッド』がTVアニメ化。2016年4月よりテレビ東京他にて放送された。
2018年にアダルトアニメブランド「メリー・ジェーン」より、美少女文庫刊『JKエルフと君の先生』が『エルフの教え子と先生』と改題されてアニメ化。
2020年には『青い羽みつけた!』を手がけ、アニメ脚本にも進出している。

## 作品リスト
（）内はブランドまたは出版社、担当。

### アニメ
- ハンドレッド（原作）
- 青い羽みつけた!（脚本）
- 鶴が舞う夜に（脚本）
- エフェメール（脚本）

### 劇場アニメ
- 冴えない彼女の育てかた Fine（文芸・デザイン協力）

### アダルトアニメ
- エルフの教え子と先生（原作）

### 書籍
- アキバ系な起業のしかた―趣味を仕事にする方法（秀和システム）
- NEW SEASONS＋ STORIES（オーバーラップ）

### ライトノベル
- ハンドレッド（GA文庫）
- 電脳戦姫エンジェルフォース（GA文庫）
- ろりひめさまの建国日誌シリーズ（オーバーラップ文庫）
- 神焔のカグラシリーズ（一迅社文庫）
- さくらソナタ（一迅社文庫）
- 宝城瑠璃華は止まらない!（一迅社文庫）
- えでぃっと!―ライトノベルの本当の作り方?!―（一迅社文庫）
- 恋愛カルテット リトルプリンセスの恋愛相談（ファミ通文庫）
- CHiLD ―境界からの降臨者―（LINE文庫エッジ）
- 勇者になりたい魔人の冒険（講談社ラノベ文庫）
- 魔眼で始める下剋上 魔女とつくる眷属ハーレム（角川スニーカー文庫）
- マッチングアプリで出会った彼女は俺の教え子だった件（GA文庫）

### ライトノベル（編集担当）
- 逢空万太『ウィッチクラフトアカデミア』（LINE文庫エッジ）
- 橘ぱん『でび×チキ ブレイブリーソウル』（LINE文庫エッジ）
- 榊一郎『おお魔王、死んでしまうとは何事か ～小役人、魔王復活の旅に出る～』（講談社ラノベ文庫）
- ばーど『ホーリーアンデッド 〜非モテでぼっちの死霊術士が、聖女に転生してお友達を増やします〜』（キネティックノベルス）
- 吉武止少 『ＴＳロリサキュバスの健全配信活動！』（キネティックノベルス）

### ジュブナイルポルノ
- おた☆こい シリーズ（ぷちぱら文庫Creative）
- クールでエロい生徒会長　ツンドラ先輩の恋人になりました。 （美少女文庫）
- JKエルフと君の先生。（美少女文庫）
- 彼女は姫メイド （美少女文庫）
- ヤンデレ彼女がいっぱいすぎる！（美少女文庫）
- ダンジョン魔王と100人の処女嫁（美少女文庫）
- 魔王と踊れ! CODE:ARCANA アナザーエンド（SELEN NOVELS）
- 痴漢優遇列車（ぷちぱら文庫）

### コミック
- ハンドレッド  (ドラゴンコミックスエイジ、原作)
- ハンドレッド Radiant Red Rose (REXコミックス、原作)
- 魔眼で始める下剋上 （ヴァンプコミックス、原作)
- 異世界金融王 ～クローネ・ゴルディオンの覇道～ （COMICアンブル、原作）
- 英雄と犯罪王の帰還 ーRE:クリミナルー （ジャンプTOON、原作）

### キネティックノベル
- ホーリーアンデッド～非モテでぼっちの死霊術士が、聖女に転生してお友達を増やします～ (ビジュアルアーツ、外部制作協力)

- Harmonia (Key、シナリオアシスタント)
- 不死鬼譚 きゅうこん（ocelot、監督）
- ソード・ワールド2.0リプレイたのだん〜いにしえの船を追えっ!〜（ocelot、監督）
- デモンパラサイト〜悪魔のような天使の彼女（ocelot、監督）
- 神曲奏界ポリフォニカ（ocelot、演出）

### ソーシャルゲーム
- 神姫PROJECT（DMM GAMES、シナリオ）
- ユグドラリバース（HappyTuk、シナリオ）
- ユグドラ・レゾナンス（Nuverse、シナリオ）
- ポップアップストーリー 魔法の本と聖樹の学園（スクウェア・エニックス、世界観設定・キャラクター設定・シナリオ・演出）
- スクールガールストライカーズ（スクウェア・エニックス、制作協力）
- ハンドレッド（GREE、原作）

### ドラマCD
- 神曲奏界ポリフォニカ（脚本・演出）
- 魔法メイド少女きよちゃん☆（監督）
- ハンドレッド（脚本）
- CHARMS!! ユニットデビューシリーズ #1 STARINGSTARZ（脚本）
- CHARMS!! ユニットデビューシリーズ #2 Pièce Montée（脚本）
- CHARMS!! ユニットデビューシリーズ #3 サクラ＊ティア（脚本）
- CHARMS!! ユニットデビューシリーズ #4 Memento（脚本）
- CHARMS!! ユニットデビューシリーズ #5 幽魂ハアモニヰ（脚本）

### アダルトゲーム
- 俺の恋天使がポンコツすぎてコワ～い。（Hulotte）- 企画原案・キャラ設定・ストーリープロット
- 和香様の座する世界（みなとカーニバル）- シナリオ校正
- シオンの血族（catwalk、監督・演出・脚本）
- メイドと奉仕とご主人様（ソフトさ〜くるクレージュ、シナリオ）
- 聖徒会長ヒカル 〜淫魔に占領された学園〜（catwalkNERO、スクリプト・一部演出）
- 魔王と踊れ!2（catwalk、シナリオ）
- デミウルゴスの娘 〜Plus Edition〜（catwalk、PlusEdtion追加部分の演出・スクリプト）
- 娼姫レシティア 〜今宵、王女は春を売る〜（catwalkNERO、スクリプト・演出）
- 昼はアイドル、夜は愛奴隷!（softhouse-seal、シナリオ）
- まじかる☆プリンス（ロール、シナリオ）
- おねだり☆Princess（softhouse-seal、シナリオ）
- 螺旋階段 シナリオII（ソフトさ〜くるクレージュ、シナリオ）
- 触手少女（クレージュA、シナリオ）
- May Queen-小鳥Afterwards-（ソフトさ〜くるクレージュ、シナリオ）
- ブル汁（クレージュA、シナリオ）
- 螺旋階段（ソフトさ〜くるクレージュ、シナリオ）
- ちょっと素直にどんぶり感情（ういんどみる、一部シナリオ）
- つくしてあげるの!（PeasSoft、一部シナリオ）

### その他
- モータークイーン（ボートレース平和島） 世界観設計、SS執筆
- COMIC X-EROS #82 特別付録「ナマイキツインズ」（ワニマガジン）文章執筆
- CHARMS!! WEBドラマ（脚本）
- かわいいネコには気ニャニャにさせよ～猫ASMRはじめました～スコ(脚本)
- かわいいネコには気ニャニャにさせよ～猫ASMRはじめました～アン(脚本)
- ストレッチお姉さん(脚本)